# Messaggi (Apple)
Messaggi è un'applicazione di messaggistica istantanea sviluppata dalla Apple Inc. e presente nei sistemi operativi iOS, IPadOS, macOS e watchOS. L'applicazione permette di mandare messaggi tra iPhone, iPad, iPod touch, Apple Watch o altri Mac.
Messaggi sostituisce iChat a partire dalla versione OS X Mountain Lion.
Si possono inviare sia messaggi attraverso il servizio iMessage che SMS e MMS. L'unica differenza è il colore del messaggio, che nel primo caso è blu e nel secondo è verde. Per accedere al servizio si utilizza il proprio ID Apple.

## Storia

### iOS

#### iPhone OS 3
Apple ha pubblicato l'applicazione con iPhone OS 3 il 17 giugno 2009, rimpiazzando l'applicazione Text. Ora, la nuova applicazione, sopportava l'invio di MMS e contatti vCard. È stata inoltre aggiunta la possibilità di eliminare più messaggi alla volta.

#### iOS 4
Con iOS 4 è stata aggiunta la possibilità di effettuare ricerche tra i messaggi ed è stato aggiunto un contatore di caratteri. Inoltre è stato implementato un punto esclamativo rosso che appare quando non è stato possibile inviare un messaggio.

#### iOS 5
Con iOS 5 e l'arrivo di iMessage, l'applicazione è stata aggiunta anche sugli iPad e iPod touch, che però non disponevano né gli SMS né gli MMS.

#### iOS 8
Da iOS 8, grazie alla funzione Continuity, è possibile inviare SMS e MMS dall'iPad e iPod touch, che sfrutteranno il Bluetooth per interagire con l'iPhone.

#### iOS 10
Da iOS 10, l'applicazione dispone di un App Store per le applicazioni iMessage di terze parti. Inoltre sono state aggiunte numerose nuove funzionalità, come gli effetti nei messaggi e la possibilità di inviare sticker.

#### iOS 15
Da iOS 15, l'applicazione presenta diverse funzionalità aggiuntive:
- Condivisi con te: i contenuti condivisi sono inseriti nella app corrispondente per una visualizzazione successiva.[7]Se un contatto di iMessage dovesse inviarci un link[8], per esempio di Apple Music, la canzone reindirizzata dal collegamento sarà mostrata nella sezione di Apple Music “Suggeriti per te”, insieme al testo del messaggio.
- Foto multiple: le immagini sono ora mostrate in una pila che si può sfogliare.[9]
- Metti in evidenza: il link di un sito web che ci è stato inviato può essere appuntato con un pin colorato.[10]Anche le conversazioni si possono mettere in evidenza.[11]

### macOS
L'applicazione Messaggi è stata annunciata il 16 febbraio 2012 in versione beta e incorporata con OS X Mountain Lion, rimpiazzando iChat. Inizialmente si potevano inviare solo messaggi attraverso iMessage, ma da OS X Yosemite questa funzione si è estesa anche agli SMS e MMS.